# Entodon pylaisioides
Entodon pylaisioides là một loài rêu trong họ Entodontaceae. Loài này được R.L. Hu & Y.F. Wang mô tả khoa học đầu tiên năm 1980.